# František Bányai
František Bányai (* 16. srpna 1947 Levice) je bývalý předseda Pražské židovské obce, přičemž tuto funkci zastával už v letech 2005 až 2012 a 2019 až 2025.

## Život a činnost
Bányai se narodil ve slovenských Levicích v roce 1947. V roce 1965 odešel do Prahy, kde vystudoval Matematicko-fyzikální fakultu Univerzity Karlovy a již zde zůstal.
Po studiích pracoval jako programátor-analytik a po revoluci v listopadu roku 1989 se stal podnikatelem (např. IT firma Albico, nakladatelství Epoque 1900). Zároveň pracuje v Pražské židovské obci, kde se roku 2004 stal provizorním předsedou a v letech 2005–2012 zde dále působil jako předseda. Od prosince 2012 byl druhým místopředsedou obce a v roce 2019 se stal znovu předsedou. Ve rámci židovské obce působí také v dozorčí radě společnosti Matana (akciová společnost založená Židovskou obcí v Praze spravující nemovitosti Židovské obce v Praze a Federace židovských obcí v ČR). V roce 2011 neúspěšně kandidoval na veřejného ochránce práv České republiky.

Je ženatý. Jeho dcera  Lucie Dolanská Bányaiová je advokátkou a vysokoškolskou pedagožkou.